# Ervis Kaja
Ervis Kaja (Përmet, 29 luglio 1987) è un calciatore albanese, difensore svincolato.

## Carriera

### Club
Il 30 agosto 2013 viene acquistato a titolo definitivo dal Tirana.